# Сремска Митровица сирмијум лиџонарси
Сирмијум Легионари Сремска Митровица су најстарији клуб америчког фудбала из Сремске Митровице у Србији. Основани су 2002. године и своје утакмице играју на стадиону 25. мај. Такмиче се тренутно у Суперлиги Србије у америчком фудбалу у 2014. години, првом рангу такмичења у Србији и регионалној ААФЛ лиги.
Легионари су 2014. године у Првој лиги Србије остварили скор од 6:0 и тиме обезбедили бараж за Суперлигу Србије у америчком фудбалу са првог места. У баражу одиграном 22.06.2014 године, Легионари су победили Краљевске Круне резултатом 41:8, и тако изборили пласман у Суперлигу Србије за следећу сезону.

## Новији резултати
| Сезона | Ранг | Лига              | Регуларни део | Ут. | Поб. | Пор. | Плеј-оф               |
| ------ | ---- | ----------------- | ------------- | --- | ---- | ---- | --------------------- |
| 2013.  | 1    | Прва лига Србије  | 8. место      | 7   | 1    | 6    | Нису се квалификовали |
| 2014.  | 1    | Друга лига Србије | 1. место      | 6   | 6    | 0    | Пласман у виши ранг   |
| 2015.  | 1    | Прва лига Србије  | 7. место      | 7   | 1    | 6    | Нису се квалификовали |
| 2016.  | 1    | Прва лига Србије  | -             | -   | -    | -    | -                     |